# Ashtray Heart
"Ashtray Heart" – trzeci oficjalny singel szóstego albumu studyjnego grupy Placebo zatytułowanego "Battle for the Sun".

## Wydanie
Singel został wydany 21 września 2009 roku w całej Europie z wyjątkiem Wielkiej Brytanii oraz Norwegii, gdzie poprzedni singiel "The Never-Ending Why" został wydany tydzień wcześniej, 14 września 2009 roku.
Utwór "Fuck U" jest coverem brytyjskiego zespołu Archive. Utwór "Hardly Wait" jest coverem piosenki brytyjskiej wokalistki rockowej PJ Harvey.
Ashtray Heart to wcześniejsza nazwa zespołu Placebo. Duet Ashtray Heart tworzyli Brian Molko i Stefan Olsdal.

## Lista utworów
Singiel CD
1. "Ashtray Heart"
2. "Fuck U" (Archive)
3. "Hardly Wait" (PJ Harvey cover)
4. "For What It's Worth" (Losers Maximal Techmix)

Digital download
1. "Ashtray Heart"
2. "Fuck U" (Archive)
3. "Hardly Wait" (PJ Harvey cover)
4. "For What It's Worth" (Losers Maximal Techmix)
5. "Ashtray Heart" (Video)

## Listy przebojów
| Państwo | Najwyższa pozycja |
| ------- | ----------------- |
| Belgia  | 15                |
| Francja | 44                |
| Niemcy  | 66                |
| Polska  | 4                 |